# PSR B1257+12
PSR B1257+12は、地球からおとめ座の方向に約2,300光年の距離にあるパルサーである。周囲を公転する3つの太陽系外惑星が見つかっている。

## 特徴
PSR B1257+12は、おとめ座の方向に地球から約2,300光年離れた場所に位置するパルサーである。この名称は、B1950.0元期に基づき、パルサーであることを示している。1990年にポーランドの天文学者であるアレクサンデル・ヴォルシュチャンによるアレシボ天文台にある電波望遠鏡を用いた観測から発見された。中性子星の一種であるミリ秒パルサーで、6.22ミリ秒に一度自転している。後に不規則なパルスの原因についての調査が行われるきっかけとなった振幅期間の異常も発見された。
2015年、国際天文学連合 (IAU) により、20の惑星系を対象にそれぞれの恒星と惑星に固有名をつける投票が行われた結果、PSR B1257+12には Lich という名前が付けられた。ファンタジー小説に登場するアンデッドの魔術師リッチに由来する。

## 惑星系

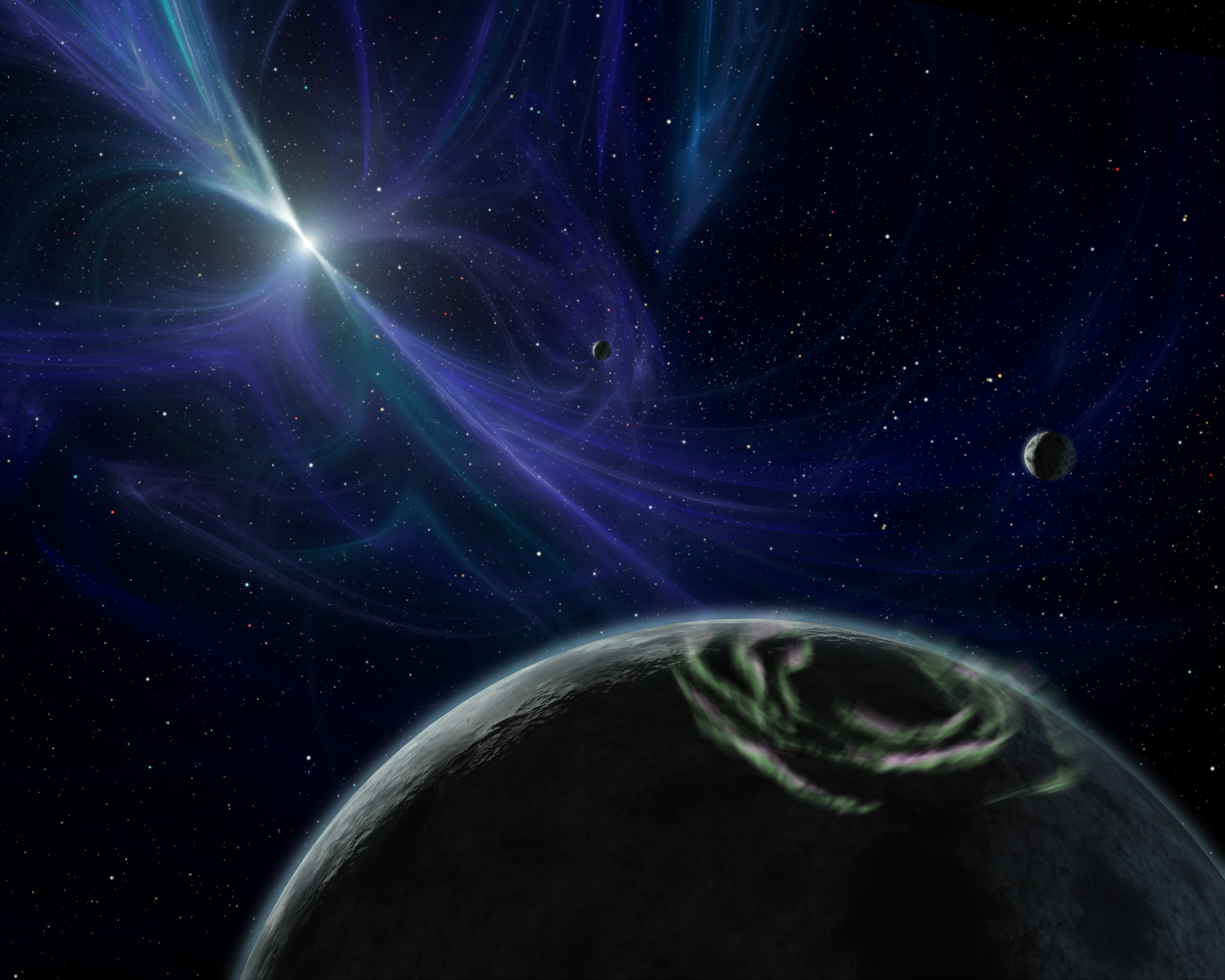
PSR B1257+12系の想像図

1992年、ヴォルシュチャンらはこのパルサーが2つの惑星を伴っていることを発見した。これは初めて見つかったパルサーの太陽系外惑星で、惑星は主系列星のみが持つものだと信じていた多くの天文学者達を驚かせた。実はPSR 1829-10というパルサーでも以前惑星の存在が主張されたことがあったが後に計算ミスが発覚して取り下げられたことがあったため、これについても当初は疑惑の目で見られた。後にもう1つの惑星も発見され、小惑星帯やエッジワース・カイパーベルトさえ持っている可能性もある。
惑星は岩石質の核を持つ木星型惑星か異常な超新星爆発の残骸であると考えられている。もしこれらが超新星爆発の前からあったとすると、理論上は大きな岩石質の核を持つ巨大ガス惑星だったことになるが、その大気は爆発の衝撃で吹き飛び、核のみが現在の軌道に落ち込んだものと思われる。
他の太陽系外惑星の場合は、発見された順にb、c、d、と命名にされるのが通常であったが、PSR B1257+12の場合はパルサーから近い順にAからCまでの名前が付けられていた。2015年12月現在は国際天文学連合が定めた規則により他の太陽系外惑星と同様にアルファベットの小文字で内側から（発見順とは無関係に）b、c、dと命名されている。
また主星のパルサーと共にこれらの惑星にもそれぞれ、Draugr (PSR B1257+12 b、北欧神話のアンデッドのドラウグに由来する)、Poltergeist (PSR B1257+12 c、ポルターガイストに由来する)、Phobetor (PSR B1257+12 d、ギリシャ神話の、夢の中に獣の姿で現れて悪夢を生む神、ポベートールに由来する) という固有名が選定された。
| 名称 （恒星に近い順） | 質量             | 軌道長半径 （天文単位） | 公転周期 (日)    | 軌道離心率      | 軌道傾斜角 | 半径 |
| --------------------- | ---------------- | ----------------------- | ---------------- | --------------- | ---------- | ---- |
| b (A / Draugr)        | 0.020 ± 0.002 M⊕ | 0.19                    | 25.262 ± 0.003   | 0.0             | 50 ± 13°   | —    |
| c (B / Poltergeist)   | 4.3 ± 0.2 M⊕     | 0.36                    | 66.5419 ± 0.0001 | 0.0186 ± 0.0002 | 53 ± 4°    | —    |
| d (C / Phobetor)      | 3.9 ± 0.2 M⊕     | 0.46                    | 98.2114 ± 0.0002 | 0.0252 ± 0.0002 | 47 ± 3°    | —    |

### b (A / Draugr)
PSR B1257+12 Aは最も内側の、パルサーから約0.19天文単位の軌道を約25日間かけて公転している。質量は地球の月の2倍ほどである。
1997年に、これは太陽系内に存在する太陽風に起因するアーティファクトだという主張がなされた。太陽圏内を広がる太陽風には太陽の自転周期に近い25日周期の変動成分が含まれていることがパイオニア10号の観測で判明しており、この太陽風の影響をパルサーそのものに起因する変動だと誤って解釈した結果実在しない惑星を検出してしまったという主張である。しかし、この説は後に否定され、現在では惑星は実在すると考えられている。

### c (B / Poltergeist)
PSR B1257+12 Bは内側から2番目の、パルサーから約0.36天文単位の距離を約66日間かけて公転している。質量は地球の4倍以上である。惑星BとCの軌道はとても近いので、これらは互いの軌道を摂動している。摂動の観測によって、これらの惑星の実在は疑いのないものになった。またこれによって2つの惑星の重量と軌道傾斜角が正確に計算された。

### d (C / Phobetor)
PSR B1257+12 Cは内側から3番目の、パルサーから約0.46天文単位の距離を約98日間かけて公転している。地球の4倍近い質量である。

### 第4の惑星 (D)
1996年、パルサーから40天文単位の軌道を公転している、土星に似た地球の100倍の質量の木星型惑星が報告された。この惑星系の4番目の惑星ということで、PSR B1257+12 Dと名づけられた。しかしこの発見は、後に撤回されている。現在では、この惑星を示すシグナルは小惑星か彗星から来たのだろうと考えられている。
2002年には、パルサーから約2.6天文単位の距離を3.5年間かけて小天体が公転しているのではないかという説が出され、この天体もPSR B1257+12 Dと呼ばれた。非常に小さいので惑星というよりは小惑星か彗星であると見なされる場合が多い。質量は最大で冥王星の0.2倍（地球の0.0004倍）で、直径は1000kmに満たないとされていた。しかしこの発見も後に撤回された。